# Arvidsjaur
Arvidsjaur est une localité suédoise située dans la commune d'Arvidsjaur, dont elle est le chef-lieu, dans le comté de Norrbotten.
Sa population était de 4507 habitants en 2019. 

## Climat
Arvidsjaur jouit d'un climat subarctique dominé par des hivers longs, brièvement interrompus par des étés modérément chauds mais très lumineux en raison de la latitude septentrionale.

## Économie
Arvidsjaur est un centre pour l'industrie automobile européenne. Pendant les mois d'hiver, les principaux constructeurs automobiles effectuent des essais en conditions arctiques dans la municipalité d'Arvidsjaur et dans plusieurs communes voisines.
La ville encourage également le tourisme en proposant des excursions en motoneige, du trekking, du ski, de la pêche et des promenades en traîneau à chiens.

## Transports
Arvidsjaur dispose de réseaux ferroviaires et routiers bien établis, ainsi que d'un aéroport. Ce dernier propose des vols quotidiens vers Stockholm et des vols saisonniers vers des villes allemandes liées à l'industrie automobile. Le chemin de fer Inlandsbanan ne propose que des trains touristiques en été. Des bus desservent Gällivare, Östersund, Skellefteå, Piteå, Luleå et d'autres localités.

## Sports
Le club de football IFK Arvidsjaur (en) y est basé.